# Symmela nitidicollis
Symmela nitidicollis är en skalbaggsart som beskrevs av Hermann Burmeister 1855. Symmela nitidicollis ingår i släktet Symmela och familjen Melolonthidae. Inga underarter finns listade i Catalogue of Life.